# Lago Zlatar
El Zlatarsko o lago Zlatar (Zlatarsko jezero) es un lago artificial entre las montañas de Zlatibor, 15 km de Nova Varos. Abarca una superficie de 7,25 km² y alcanza una profundidad de 75 metros. Se encuentra a una altitud de 880 m s. n. m.
La región tiene un clima mediterráneo continental y es un destino atractivo para las vacaciones y el ocio, incluyendo los deportes acuáticos. El lago es adecuado para el tratamiento de enfermedades cardiovasculares. 